# Paral·lel 60° sud
El paral·lel 60° sud és una línia de latitud que es troba a 60 graus sud de la línia equatorial terrestre. El paral·lel no travessa cap terra i només recorre l'oceà. La terra més propera és un grup de roques al nord de l'Illa Coronació (Melson Rocks o Illes del Governador) de les Illes Òrcades del Sud, que estan a uns 54 km al sud del paral·lel, i l'illa Thule, i l'illa Cook, a les Illes Sandwich del Sud, ambdues a uns 57 km al nord del paral·lel (l'illa Thule lleugerament més a prop).
El paral·lel marca el límit septentrional de l'Oceà Antàrtic (encara que algunes organitzacions i països, especialment Austràlia, tenen altres definicions) i del Sistema del Tractat Antàrtic. També marca el límit meridional de la Zona lliure d'armes nuclears del Pacífic sud i la zona lliure d'armes nuclears de l'Amèrica Llatina.
En aquesta latitud el sol és visible durant 18 hores, 52 minuts durant el solstici d'hivern i 5 hores, 52 minuts durant el solstici d'estiu.

## Geografia
En el sistema geodèsic WGS84, al nivell de 60° de latitud sud, un grau de longitud equival a 55,800 km; la longitud total del paral·lel és de 20.088 km, que és aproximadament 50,0% de la de l'equador, del que es troba a 6.654 km i a 3.348 km del pol Sud
La navegació al sud d'aquest paral·lel és poc freqüent. El primer navegant conegut que l'ha creuat és James Cook, que va baixar al paral·lel 70° sud en 1773, durant el seu segon viatge. En les competicions de navegació arreu del món, podem citar l'experiència de Philippe Monnet, qui va baixar al paral·lel 65° sud durant la seva volta el món el 2000 (envoltat d'icebergs, es va veure obligat a pujar al nord tot i que volia baixar al paral·lel 70° sud), o la de Jean-Luc Van Den Heede, qui va baixar al paral·lel 62° sud durant la Vendée Globe 1989-1990, on va estar envoltat de gel i gairebé obligat a fer mitja volta.

## Arreu del món
A partir del Meridià de Greenwich i cap a l'est, el paral·lel 60° sud passa per: 
| Coordenades                              | País. Territori o mar                  | Notes |
| ---------------------------------------- | -------------------------------------- | --- |
| 60° 0′ S, 0° 0′ E / 60.000°S,0.000°E     | Frontera Oceà Atlàntic / Oceà Antàrtic | |
| 60° 0′ S, 20° 0′ E / 60.000°S,20.000°E   | Frontera Oceà Índic / Oceà Antàrtic    | |
| 60° 0′ S, 147° 0′ E / 60.000°S,147.000°E | Frontera Oceà Pacífic / Oceà Antàrtic  | |
| 60° 0′ S, 67° 16′ O / 60.000°S,67.267°O  | Oceà Atlàntic / Oceà Antàrtic          | Passa a través del Passatge de Drake entre Amèrica del Sud i la Península Antàrtica i passa prop de la frontera meridional del Mar de Scotia |